# Кеведо, Габриэлла
Габриэлла Эвелина Кеведо (англ. Gabriella Evelina Quevedo род. 12 января 1997, Чинна, Швеция) — шведская гитаристка и аранжировщица.

## Биография
Габриэлла родилась и выросла в Чинне, Швеция. Начала играть на гитаре достаточно рано, её первым преподавателем был её отец. Отец является выходцем из Аргентины, предки по матери также из Аргентины и Швеции. Кроме шведского языка Габриэлла также владеет английским и понимает по-испански. С двенадцати лет Габриэлла начала играть на гитаре, в основном в технике фингерстайл. Сначала она играла каверы других исполнителей, а также собственные аранжировки на платформе YouTube. По состоянию на октябрь 2018 года, канал имел более 760,000 подписчиков и более 144 миллионов просмотров. Некоторые каверы также публиковались на других каналах. В июле 2018 года альбом с названием "Acoustic Cover Songs Vol. 1", в котором было 16 композиций, появился на Spotify, iTunes, Deezer, Amazon Music, Google Play Music, Tidal, YouTube Music и Apple Music.
Габриэлла отмечает, что большое влияние на её творчество оказали такие музыканты как Томми Эммануэль, Чон Сонха, Котаро Ошио, Энди Макки. Именно их музыка была включена в её записи и другие элементы творчества. Кроме того, именно с этими исполнителями Габриэлла начала сотрудничать и проводить совместные концерты в Швеции и по всему миру.
Композиция группы «Eagles» Hotel California с аранжировкой Томи Палданиуса в октябре 2018 года на YouTube насчитывала 21 миллион просмотров. В 2012 году Габриэлла получила первый приз в категории "молодые таланты" на международном фестивале гитаристов в Уппсала, а в 2014 году получила голос от Райана Сикреста за лучший кавер композиции "Young Girls" Бруно Марса. В 2016 году получила приз Шведской Королевской музыкальной Академии (грант Хагстрема).
Первоначально играла на гитаре Yamaha, которая принадлежала её отцу, однако впоследствии родители купили ей новую, той же марки, с которой Габриэлла дебютировала на YouTube с автографом Томми Эммануэля. Позднее она играла на Taylor Guitars, марки Taylor GC8e (композиция Эрика Клэптона Tears in Heaven), а также Taylor 912ce (композиция Eagles Desperado) и Taylor 812ce. Габриэлла поддерживает бренд Taylor Guitars, а также G7th Capo Company.

## Концерты
Габриэлла выступала с концертами в Швеции, Норвегии, ФРГ, США и некоторых странах Азии, в частности:
- с Хаселем Петигом,[18] Лемго, Германия (2012)[19]
- с Чон Сонха, Германия (2012)[19][20][21] и Швеция (2014)[6][22][23]
- Фестиваль гитаристов в Уппсала, Уппсала, Швеция (2012,2014)[7][23]
- с Томми Эммануэлем, Гётеборг, Швеция (2012,2015)[24][25][26]
- Фестиваль гитаристов в Сундвалле, Сундсвалл, Швеция (2013,2017)[27][28][29][30]
- с Адамом Рафферти,[31] Блумберг, Германия (2013)[32][33]
- Фестиваль гитаристов в Ларвике, Ларвик, Норвегия (2014,2017)[34]
- с Энди Макки, Гётеборг, Швеция (2015)[35]
- Зимнее шоу NAMM, США (2016)[36]
- концертный тур по Японии, Южной Корее, Тайваню и КНР (2016)[37]